# Semiothisa parcata
Semiothisa parcata är en fjärilsart som beskrevs av Grossbeck sensu Barnes och Mcdunnough 1913. Semiothisa parcata ingår i släktet Semiothisa och familjen mätare. Inga underarter finns listade i Catalogue of Life.